# Lưu Kỳ Linh
Lưu Kỳ Linh tên thật là Lưu Trọng Lai (1907-1974), là nhà thơ Việt Nam thời tiền chiến.

## Tiểu sử sơ lược
Lưu Kỳ Linh, sinh tại Cao Lao hạ, huyện Bố Trạch, tỉnh Quảng Bình.
Trước ông học trường Đồng Hới, sau học trường Quốc Học Huế (đến năm thứ 3).
Cha ông là Lưu Trọng Kiến, hiệu Lưu Kỳ Sơn, thi đỗ Cử nhân, làm quan đến chức Tri huyện. Rồi nhân có tang mẹ, ông xin về ở ẩn luôn. Tác phẩm của ông có Kỳ Sơn thi tập.
Lưu Kỳ Linh là anh ruột nhà thơ Lưu Trọng Lư.
Ông là một thi sĩ thuộc thế hệ Thơ mới những năm 30 của thế kỷ 20, đã đăng thơ trên Hà Nội báo, Tao Đàn, Tiểu thuyết thứ bảy...
Theo thông tin trong cuốn Việt Nam thi nhân tiền chiến (quyển hạ), thì từ năm 1927 đến năm 1944, Lưu Kỳ Linh sống ở làng quê (sách không ghi tên làng xã), gần gũi với nông dân, với ruộng vườn; cho nên thơ ông từ này về sau thường giản phác, tự nhiên, có cái nhạc điệu của ca dao và cái phong vị của Đường thi. Ở đó, ông tự học, tự tu, không thầy, không bạn.
Từ năm 1944 cho đến nay (1968, là năm tác giả viết bài này), ông về ở Sài Gòn (trừ ba bốn năm ở Nha Trang), làm nghề dạy học và tiếp tục sống an bần lạc đạo...
Lưu Kỳ Linh mất năm 1974, thọ 67 tuổi.
Con trai ông là Trung tá Lưu Trọng Lân, từng là bộ đội pháo cao xạ tham gia chiến dịch Điện Biên Phủ và là tác giả xuất bản cuốn sách Ký Ức Đường Trường Sơn (2004), Điện Biên Phủ Trên Không (2002).

## Tác phẩm
Tác phẩm của Lưu Kỳ Linh đều là thơ, gồm có:
- Tiếng nhạc sông Hương (tập hợp những bài thơ làm năm 1937-1938)
- Bàn tay sen nở (tập hợp những bài thơ làm năm 1939-1941)
- Chậm bước tầm phương (1949)
- Hỏa ngục xá lợi (1966)
- Đấng từ bi (1966)
- Giòng tùy ngộ (1967)
- Những bông hoa quý (Nhà xuất bản. Hội nhà văn Việt Nam ấn hành năm 1998, tức sau khi ông mất)

Ngoài thơ sáng tác, ông còn dịch một số thơ Đường. Cũng theo cuốn Việt Nam thi nhân tiền chiến (quyển hạ), thì phần lớn số thơ dịch của ông đã bị lửa thiêu rụi trong thời kỳ chiến tranh Pháp-Việt (1946-1954). 

## Quan niệm sáng tác
Có lần Lưu Kỳ Linh đã tâm sự với bạn rằng: 
Nếu có tiền thì tôi đã không có thơ. Âu cũng là cái nghiệp của tôi...Bởi vậy, tôi luôn cố gắng tu luyện cho đạt tới chỗ "Thi thiền nhất vị". Sau đây là mấy câu thơ tôi thường ngâm để tự nhắc nhở mình:
Nước mắt người tuôn vạn nẻo đường
Lấy gì ngăn được, hỡi tình thương?
Tu bao kiếp nữa thành thi sĩ
Hóa đạo ra thơ để cúng dường.'

## Sự nghiệp văn chương
Năm 1941, Hoài Thanh - Hoài Chân đã viết trong cuốn Thi nhân Việt Nam về Lưu Kỳ Linh như sau:
Lưu kỳ Linh là anh ruột Lưu Trọng Lư. Nhưng thơ em nhiều người biết mà thơ anh ít ai hay. Kể cũng đáng tiếc. Thơ Lưu Kỳ Linh tuy mới nhưng đôi bài có cái nhẹ nhàng, cái kín đáo, cái vi diệu của những vần thơ xưa. Nó không huy hoàng, lộng lẫy. Trong vườn thơ nó chỉ là những bông hoa màu nhạt, hương thanh, e lệ nở trong một góc tường. Nhưng ai dám bảo là những bông hoa không quý?
Năm 1968, tại Sài Gòn, Nguyễn Tấn Long-Nguyễn Hữu Trọng lại giới thiệu ông một lần nữa, đại để như sau:
Thơ của Lưu Kỳ Linh, có thể chia làm hai luồng: Đạo và Đời. Ý thơ trong luồng thơ Đời chứa đựng những lời tình tứ. Nó không lãng mạn như Xuân Diệu, Hồ Dzếnh, Huy Thông...nó rụt rè, nhút nhát, rất mơ tình và xa vắng. Đúng là thứ mộng tình tuyệt đối.
Còn luồng thơ Đạo, thì khởi đầu từ khi thi sĩ đi viếng Hòa thượng Thập Tháp ở chùa Tây Hiên về (1942). Sau này, ông còn "kết duyên Đạo" với Đại đức Nhật Long nữa, và cả hai nhà sư này đã gây cho ông "cái cảm giác như được sống trong khí thoát trần". 

## Thơ Lưu Kỳ Linh
| Đợi chờ (trích) Đêm xuân mộng chửa về thăm Cửa lòng vội khép, em nằm nghe sương Tỷ tê gọi gió lên đường Nghe trăng âu yếm dỗ hương trên cành Gà vô ý giục tàn canh Cửa lòng vội khép cho tình ngủ thôi. ... Con bướm trắng (trích) Bướm kia ai biết là thi sĩ Kiếp trước đa tình lại hóa thân. Vừng hồng phun ánh hồng tươi Cả một vườn xuân loáng nét cười E lệ cánh trà so cánh huệ, Hương lan thầm kín mỉa hương mai. ... (Hè, 1944) | Cố viên tâm Xuân đến, vì ai, ai biết xuân Bao nhiêu xuân đến bấy nhiêu lần Hỏi thăm trong mộng người quê cũ Có thấy hoa đào rụng đỏ sân. Trên cầu Bồng Sơn Trăng thức ba canh mấy nhịp cầu Linh hung trời nước chiếc thuyền câu. Bay ngang âm điệu rừng hương biếc, Gió tắt lòng ai ai biết đâu. (Hè, 1944) Xuân cảm (trích) ...Dạo phố cùng xuân, xuân bỡ ngỡ Về phòng với mộng, mộng chơi vơi Rượu say trăm chén còn chưa tỉnh Khép nép trông pên Phật sáng ngời.. (1965) |